# Marta García Martín
Marta García Martín (El Prat de Llobregat, 13 de juliol de 2000) és una jugadora d'escacs catalana. El 2019, va aconseguir el títol de Mestra Internacional atorgat per la Federació Internacional d'Escacs (FIDE). Pertany a l'equip Club Escacs Xeraco. L'agost de 2022 va ser la 3a jugadora espanyola en el rànquing FIDE. El 18 d'agost de 2022 es va proclamar campiona d'Espanya en categoria femenina.